# Канноле
Канноле (італ. Cannole, сиц. Cannule) — муніципалітет в Італії, у регіоні Апулія,  провінція Лечче.
Канноле розташоване на відстані близько 530 км на схід від Рима, 170 км на південний схід від Барі, 27 км на південний схід від Лечче.
Населення — 1725 осіб (2014).

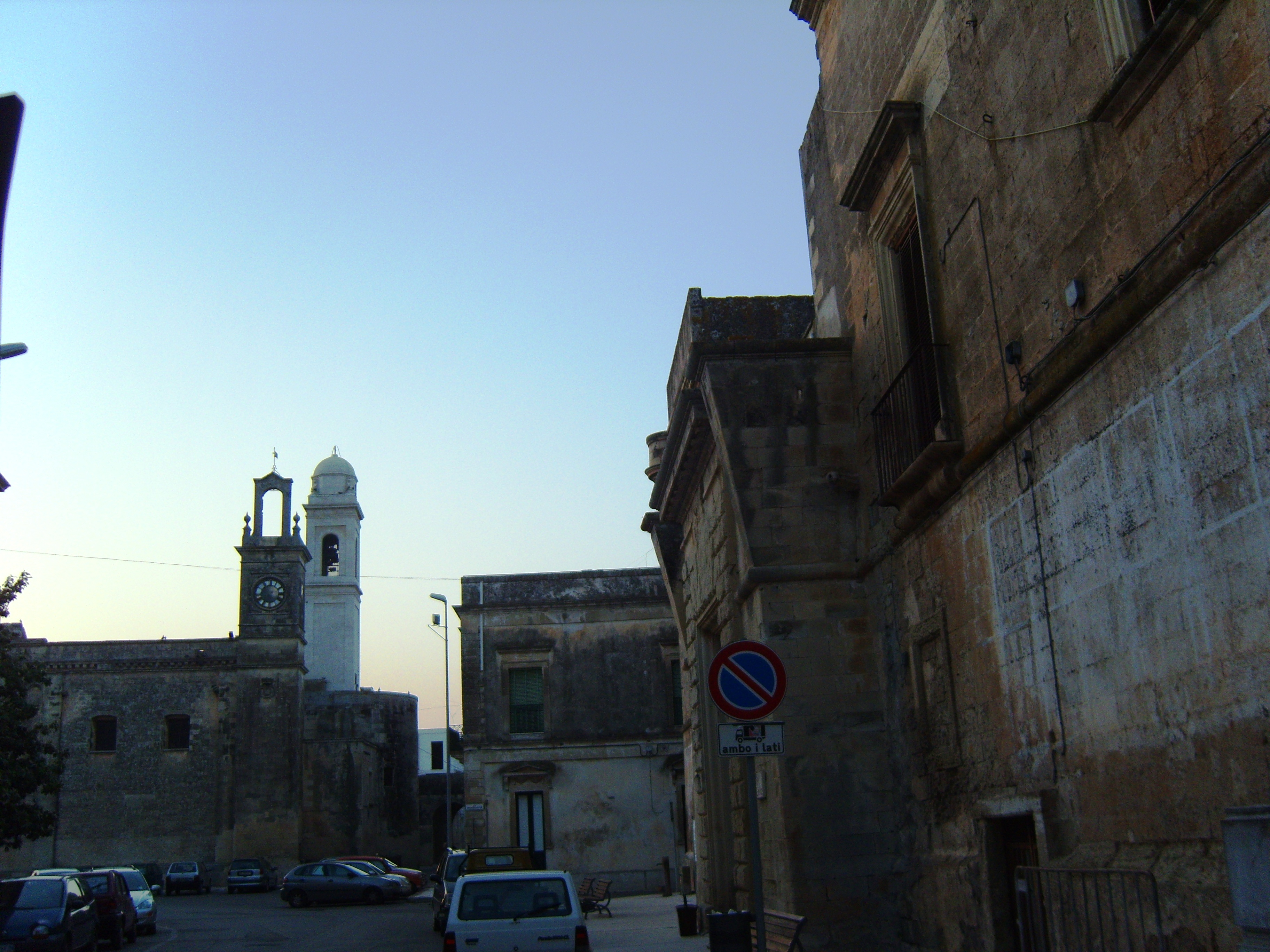

Щорічний фестиваль відбувається 5 квітня. Покровитель — San Vincenzo Ferreri.

## Демографія
Населення за роками:

Станом на 1 січня 2023 року в муніципалітеті офіційно проживало 60 іноземців з 10 країн, серед них 7 громадян країн Євросоюзу.

## Сусідні муніципалітети
- Баньоло-дель-Саленто
- Карпіньяно-Салентино
- Кастриньяно-де'-Гречі
- Отранто
- Пальмаридж